# Gottfried Fitzer
Gottfried Fitzer (* 3. Mai 1903 in Groß Bresa; † 12. April 1997 in Winklern) war ein deutscher evangelischer Theologe und Neutestamentler.

## Leben
Er wuchs in Breslau auf, promovierte bei Ernst Lohmeyer 1928 an der Universität Breslau und habilitierte sich ebenda 1931 mit zwei Arbeiten über den Begriff des martys. In der NS-Zeit schloss er sich der Bekennenden Kirche an, verlor seine venia legendi 1935, wurde inhaftiert, wirkte als Pfarrer einer ländlichen Gemeinde in Schlesien. Nach der Eroberung Breslaus durch russische Truppen flüchtete er mit seiner Gemeinde nach Bayern. Nach einer Gastdozentur 1949/50 an der Universität Wien lehrte er von 1950 bis 1973 dort als Professor für Neues Testament.

## Schriften (Auswahl)
- „Das Weib schweige in der Gemeinde“. Über den unpaulinischen Charakter der mulier-taceat-Verse in 1. Korinther 14. München 1963, OCLC 715714940.
- Was Luther wirklich sagte. Wien 1968, OCLC 804696612.
- als Herausgeber: Geschichtsmächtigkeit und Geduld. Festschrift der Evangelisch-Theologischen Fakultät der Universität Wien. München 1972, ISBN 3-459-00809-1.